# ألويس سواتوش
ألويس سواتوش (بالألمانية: Alois Swatosch)‏ (مواليد 27 أغسطس 1910) هو ملاكم نمساوي، مثّل بلاده في الألعاب الأولمبية الصيفية 1936.

## روابط خارجية
ألويس سواتوش على موقع أوليمبيديا (الإنجليزية)